# Neoboykinia
Neoboykinia là một chi thực vật có hoa trong họ Saxifragaceae.